# Línea 281 (Interurbanos Madrid)
La línea 281 de la red de autobuses interurbanos de Madrid une la terminal subterránea de autobuses de Avenida de América con San Fernando de Henares.

## Características
Esta línea une Madrid con San Fernando de Henares en aproximadamente 40 minutos a través de la Autovía del Nordeste.
Siguiendo la numeración de líneas del CRTM, las líneas que circulan por el corredor 2 son aquellas que dan servicio a los municipios situados en torno a la A-2 y comienzan con un 2. Aquellas numeradas dentro de la decena 280 corresponden a aquellas que circulan por Coslada.
La línea no mantiene los mismos horarios todo el año, desde el 15 al 31 de julio se reducen el número de expediciones y se reducen aún más durante el mes de agosto, además de los días excepcionales vísperas de festivo y festivos de Navidad en los que los horarios también cambian y se reducen.
Está operada por la empresa Avanza Movilidad Integral mediante la concesión administrativa VCM-201 - Madrid – Loeches – Arganda del Rey (Viajeros Comunidad de Madrid) del Consorcio Regional de Transportes de Madrid.

### Frecuencias
| Lunes a viernes laborables (Vigente de 1 de septiembre a 14 de julio) |                    |
| De 6ː04 a 13:15                                                       | cada 5-15 minutos  |
| De 13:30 a 22:11                                                      | cada 7-10 minutos  |
| De 22:20 a 23:40                                                      | cada 10-15 minutos |
| Lunes a viernes laborables (Vigente de 15 a 31 de julio)              |                    |
| De 6ː04 a 9ː52                                                        | cada 5-15 minutos  |
| De 10ː02 a 22ː21                                                      | cada 8-15 minutos  |
| A 22:40 - 23:00 - 23:20 - 23:40                                       |                    |
| Lunes a viernes laborables (Vigente agosto)                           |                    |
| De 6:08 a 10:30                                                       | cada 8-9 minutos   |
| De 10:45 a 00:00                                                      | cada 18 minutos    |
| Sábados laborables (Vigente de 1 de septiembre a 14 de julio)         |                    |
| De 6ː25 a 23ː40                                                       | cada 18-23 minutos |
| Sábados laborables (Vigente de 15 de julio a 31 de agosto)            |                    |
| De 6ː40 a 23ː45                                                       | cada 20-25 minutos |
| Domingos y festivos (Vigente de 1 de septiembre a 14 de julio)        |                    |
| De 6ː25 a 23ː40                                                       | cada 18-23 minutos |
| Domingos y festivos (Vigente de 15 de julio a 31 de agosto)           |                    |
| De 6ː40 a 23ː20                                                       | cada 20-35 minutos |

| Lunes a viernes laborables (Vigente de 1 de septiembre a 14 de julio) |                    |
| De 5:25 a 6:00                                                        | cada 10-12 minutos |
| De 6ː10 a 8ː20                                                        | cada 5 minutos     |
| De 8:26 a 12:00                                                       | cada 6-15 minutos  |
| De 12:15 a 21:57                                                      | cada 7-10 minutos  |
| A 22:15 - 22:27 - 22:42 - 23:00                                       |                    |
| Lunes a viernes laborables (Vigente de 15 a 31 de julio)              |                    |
| De 5:30 a 6:18                                                        | cada 12 minutos    |
| De 6:23 a 8:47                                                        | cada 4-7 minutos   |
| De 8:57 a 21:40                                                       | cada 8-15 minutos  |
| A 22:00 - 22:20 - 22:40 - 23:00                                       |                    |
| Lunes a viernes laborables (Vigente agosto)                           |                    |
| De 5:25 a 9:45                                                        | cada 8-9 minutos   |
| De 10:03 a 23:15                                                      | cada 18 minutos    |
| Sábados laborables (Vigente de 1 de septiembre a 14 de julio)         |                    |
| De 5:45 a 23:00                                                       | cada 18-23 minutos |
| Sábados laborables (Vigente de 15 de julio a 31 de agosto)            |                    |
| De 6ː00 a 23ː05                                                       | cada 20-25 minutos |
| Domingos y festivos (Vigente de 1 de septiembre a 14 de julio)        |                    |
| De 5:45 a 23:00                                                       | cada 18-23 minutos |
| Domingos y festivos (Vigente de 15 de julio a 31 de agosto)           |                    |
| De 6ː00 a 22ː35                                                       | cada 20-35 minutos |

## Recorrido y paradas

### Sentido San Fernando de Henares
| Código | Parada                                         | Común con                                                    | Conexiones con Metro y Cercanías | Municipio               | Zona |
| ------ | ---------------------------------------------- | ------------------------------------------------------------ | -------------------------------- | ----------------------- | ---- |
| 12477  | Intercambiador Avenida de América (dársena 17) |                                                              | Avenida de América               | Madrid                  |      |
| 1284   | Puente de CEA                                  | 115 200 222 223 224 224A 226 227 229 282 283 284 VAC-243     |                                  | Madrid                  |      |
| 5617   | Canillejas                                     | 165 200 222 223 224 224A 226 227 229 261 282 283 284 VAC-243 | Canillejas                       | Madrid                  |      |
| 7205   | Ctra. A2 - Pol. Ind. Las Mercedes              | 88 222 223 224 224A 226 227 229 282 283 284 VAC-243          |                                  | Madrid                  |      |
| 7207   | Ctra. A2 - Col. Fin de Semana                  | 222 223 224 224A 226 227 229 282 283 284 VAC-243             |                                  | Madrid                  |      |
| 7208   | Ctra. A2 - Hotel                               | 88 222 223 224 224A 226 227 229 282 283 284 VAC-243          |                                  | Madrid                  |      |
| 7209   | Ctra. A2 - Pegaso City                         | 88 222 223 224 224A 226 227 229 282 283 284 VAC-243          |                                  | Madrid                  |      |
| 7210   | Ctra. A2 - Rejas                               | 282 284                                                      |                                  | Madrid                  |      |
| 07241  | Miguel Peña - Senda Galiana                    | 282 284 1 2                                                  |                                  | Coslada                 |      |
| 07136  | Av. San Pablo - Bº Estación                    | 282 284 285 287 1 2                                          | San Fernando                     | Coslada                 |      |
| 07137  | Av. San Pablo - Pza. Ntra. Sra. Los Ángeles    | 282 284 285 287 1 2                                          |                                  | Coslada                 |      |
| 07139  | Av. San Pablo - Clínica                        | 282 284 285 287 1                                            |                                  | Coslada                 |      |
| 07245  | Av. Montserrat - José Alix Alix                | 1 SE71                                                       |                                  | San Fernando de Henares |      |
| 07246  | Virgen del Templo - Av. Montserrat             | 1                                                            |                                  | San Fernando de Henares |      |
| 07247  | Virgen del Templo - Pza. Fuente del Trébol     |                                                              |                                  | San Fernando de Henares |      |
| 07248  | Pza. Fernando VI - Pizarro                     |                                                              |                                  | San Fernando de Henares |      |
| 07249  | Pza. Monte Gorbea - Centro de día              | 288 822 SE7 1                                                |                                  | San Fernando de Henares |      |
| 07145  | Pza. Ondarreta - Av. Éibar                     | 288 822 1                                                    |                                  | San Fernando de Henares |      |
| 07146  | Av. Zarauz - Vergara                           | 288 822 1                                                    |                                  | San Fernando de Henares |      |
| 07147  | Av. Zarauz - P.º Azpeitia                      | 288 822 1                                                    |                                  | San Fernando de Henares |      |
| 07084  | Av. Zarauz - Est. Henares                      | 288 822 1                                                    | Henares                          | San Fernando de Henares |      |
| 11549  | Av. Algorta - Av. Somorrostro                  | 288 822 1                                                    |                                  | San Fernando de Henares |      |
| 20265  | Av. Somorrostro - Instituto                    | 288                                                          |                                  | San Fernando de Henares |      |
| 20794  | Av. Martin Luther King - Igualdad              | 280 282 284 285 288                                          |                                  | San Fernando de Henares |      |
| 20264  | Cementerio - Tanatorio                         | 288                                                          |                                  | San Fernando de Henares |      |

### Sentido Madrid (Av. de América)
| Código | Parada                                         | Común con                                                    | Conexiones con Metro y Cercanías | Municipio               | Zona |
| ------ | ---------------------------------------------- | ------------------------------------------------------------ | -------------------------------- | ----------------------- | ---- |
| 20264  | Cementerio - Tanatorio                         | 288                                                          |                                  | San Fernando de Henares |      |
| 20793  | Av. Martin Luther King - Igualdad              | 280 282 284 285 288                                          |                                  | San Fernando de Henares |      |
| 11952  | Av. Somorrostro - Instituto                    | 288                                                          |                                  | San Fernando de Henares |      |
| 11550  | Av. Algorta - Vitoria                          | 288 822 1                                                    |                                  | San Fernando de Henares |      |
| 07148  | Av. Zarauz - Est. Henares                      | 288 822 1                                                    | Henares                          | San Fernando de Henares |      |
| 07150  | Av. Zarauz - P.º Azpeitia                      | 288 822 1                                                    |                                  | San Fernando de Henares |      |
| 07151  | Av. San Sebastián - Pza. Gallarta              | 288 822 1                                                    |                                  | San Fernando de Henares |      |
| 07152  | Pza. Ondarreta - Centro de salud               | 288 822 1                                                    |                                  | San Fernando de Henares |      |
| 07153  | Ctra. Mejorada - Protección Civil              |                                                              |                                  | San Fernando de Henares |      |
| 07248  | Pza. Fernando VI - Pizarro                     |                                                              |                                  | San Fernando de Henares |      |
| 12519  | Ventura de Argumosa - Nazario Calonge          | 282 284 285 288 822 1                                        |                                  | San Fernando de Henares |      |
| 07252  | Presa - Rafael Sánchez Farlosio                | 282 284 285 1                                                |                                  | San Fernando de Henares |      |
| 12593  | Av. Montserrat - Huesca                        | 282 283 284 285 1 SE71                                       |                                  | San Fernando de Henares |      |
| 07297  | José Alix Alix - Av. Montserrat                | 282 284 285 1 SE71                                           |                                  | San Fernando de Henares |      |
| 07132  | Av. San Pablo - Clínica                        | 282 284 285 287 1                                            |                                  | Coslada                 |      |
| 07133  | Av. San Pablo - ITV                            | 282 284 285 287 1                                            |                                  | Coslada                 |      |
| 07134  | Av. San Pablo - B.º Estación                   | 282 284 1 2                                                  | San Fernando                     | Coslada                 |      |
| 07241  | Miguel Peña - Senda Galiana                    | 282 284 1                                                    |                                  | Coslada                 |      |
| 7299   | Ctra. A2 - Pegaso City                         | 222 223 224 224A 226 227 229 282 283 284 VAC-243             |                                  | Madrid                  |      |
| 7300   | Ctra. A2 - Hotel                               | 222 223 224 224A 226 227 229 282 283 284 VAC-243             |                                  | Madrid                  |      |
| 7301   | Ctra. A2 - Col. Fin de Semana                  | 222 223 224 224A 226 227 229 282 283 284 VAC-243             |                                  | Madrid                  |      |
| 7302   | Ctra. A2 - Barrio del Aeropuerto               | 222 223 224 224A 226 227 229 282 283 284 VAC-243             |                                  | Madrid                  |      |
| 7312   | Ctra. A2 - Instituto                           | 222 223 224 224A 226 227 229 282 283 284 VAC-243             |                                  | Madrid                  |      |
| 7313   | Av. América - Canillejas                       | 222 223 224 224A 226 227 229 261 282 283 284 VAC-243         | Canillejas                       | Madrid                  |      |
| 1285   | Puente de CEA                                  | 115 200 222 223 224 224A 226 227 229 261 282 283 284 VAC-243 |                                  | Madrid                  |      |
| 1283   | Av. América - Parque Avenidas                  | 114 115 222 223 224 224A 226 227 229 282 283 284 VAC-243     |                                  | Madrid                  |      |
| 4770   | Av. América - Corazón de María                 | 114 115 122 222 223 224 224A 226 227 229 282 283 284 VAC-243 |                                  | Madrid                  |      |
| 12477  | Intercambiador Avenida de América (dársena 17) |                                                              | Avenida de América               | Madrid                  |      |

## Galería de imágenes

Mapa de la distribución de dársenas del intercambiador de Avenida de América con la distribución de cabeceras de las líneas de autobuses, entre las que aparece la línea 281.